# Грей (округ, Канзас)
Грей (англ. Gray County; стандартное обозначение GY) — округ в штате Канзас, США. Официально образован 13 марта 1881 года. По состоянию на 2010 год, численность населения составляла 6 006 человек.

## География
По данным Бюро переписи США, общая площадь округа равняется 2 250,712 км2, из которых 2 250,712 км2 суша и 1,036 км2 или 0,050 % это водоёмы.

## Население
По данным переписи населения 2000 года в округе проживает 5 904 жителей в составе 2 045 домашних хозяйств и 1 556 семей. Плотность населения составляет 3,00 человека на км2. На территории округа насчитывается 2 181 жилых строений, при плотности застройки около 1,00-го строения на км2. Расовый состав населения: белые — 92,31 %, афроамериканцы — 0,46 %, коренные американцы (индейцы) — 0,19 %, азиаты — 0,10 %, гавайцы — 0,07 %, представители других рас — 5,42 %, представители двух или более рас — 1,46 %. Испаноязычные составляли 9,81 % населения независимо от расы.
В составе 42,00 % из общего числа домашних хозяйств проживают дети в возрасте до 18 лет, 67,70 % домашних хозяйств представляют собой супружеские пары проживающие вместе, 5,60 % домашних хозяйств представляют собой одиноких женщин без супруга, 23,90 % домашних хозяйств не имеют отношения к семьям, 21,20 % домашних хозяйств состоят из одного человека, 9,40 % домашних хозяйств состоят из престарелых (65 лет и старше), проживающих в одиночестве. Средний размер домашнего хозяйства составляет 2,82 человека, и средний размер семьи 3,31 человека.
Возрастной состав округа: 31,60 % моложе 18 лет, 8,30 % от 18 до 24, 27,30 % от 25 до 44, 20,20 % от 45 до 64 и 20,20 % от 65 и старше. Средний возраст жителя округа 33 лет. На каждые 100 женщин приходится 100,10 мужчин. На каждые 100 женщин старше 18 лет приходится 96,20 мужчин.
Средний доход на домохозяйство в округе составлял 40 000 USD, на семью — 45 299 USD. Среднестатистический заработок мужчины был 31 519 USD против 21 563 USD для женщины. Доход на душу населения составлял 18 632 USD. Около 6,50 % семей и 9,10 % общего населения находились ниже черты бедности, в том числе — 11,80 % молодёжи (тех, кому ещё не исполнилось 18 лет) и 8,00 % тех, кому было уже больше 65 лет.